# Женуйак (Крёз)
Женуйа́к (фр. Genouillac, окс. Genolhac) — коммуна во Франции, находится в регионе Лимузен. Департамент коммуны — Крёз. Входит в состав кантона Шатлю-Мальвале. Округ коммуны — Гере.
Код INSEE коммуны — 23089.

## Население
Население коммуны на 2010 год составляло 801 человек.
| 1962  | 1968  | 1975 | 1982 | 1990 | 1999 | 2010 |
| ----- | ----- | ---- | ---- | ---- | ---- | ---- |
| 1 043 | 1 010 | 859  | 783  | 775  | 780  | 801  |

## Экономика
В 2010 году среди 509 человек трудоспособного возраста (15—64 лет) 360 были экономически активными, 149 — неактивными (показатель активности — 70,7 %, в 1999 году было 69,3 %). Из 360 активных жителей работали 332 человека (181 мужчина и 151 женщина), безработных было 28 (10 мужчин и 18 женщин). Среди 149 неактивных 37 человек были учениками или студентами, 80 — пенсионерами, 32 были неактивными по другим причинам.